# Sarà papà
Sarà papà è un singolo del cantautore italiano Max Gazzè, pubblicato il 24 maggio 2024 come terzo estratto dal dodicesimo album in studio Amor Fabulas.

## Descrizione
Il brano, scritto dal fratello Francesco Gazzè e arrangiato da Max Gazzè stesso in collaborazione con Francesco De Benedittis e Claudio Cignitti, racconta come cambia l'immagine di un padre agli occhi di un figlio quando cominciano a comparire i primi segni dell'età. Scaturisce una nuova consapevolezza che permette di trovare un senso ai comportamenti che prima non si capivano e si genera un senso di tenerezza e protezione nei confronti del genitore.

## Tracce
1. Sarà papà – 3:44